# Polysteganus undulosus
Polysteganus undulosus är en fiskart som först beskrevs av Regan, 1908.  Polysteganus undulosus ingår i släktet Polysteganus och familjen havsrudefiskar. Inga underarter finns listade i Catalogue of Life.